# Вербівці (Чернівецький район)
Вербі́вці́ — село в Україні, у складі Заставнівської міської територіальної громади Чернівецького району Чернівецької області. Розміщене за 11 км на південний схід від Заставни та за 24 км на північ від Чернівців. До найближчої залізничної станції Юрківці — 5 км. Через село проходить шосейна дорога.

## Назва
За переказами старожилів, назва походить від великої кількості верб і верболозу, що росли на берегах річки Вербівки. Ця невелика річка брала початок з урочища на південному сході села, яке має назву Жорниця.
Про походження назви села існує цікава легенда. В одному з маленьких поселень Буковини вродливий легінь Іван покохав красуню Марічку. Одного разу дівчина пішла на річку прати білизну. Раптом звіявся страшенний вітер, розгойдалися хвилі, вихопили з рук рушник. Дівчина намагалася впіймати його, та втратила рівновагу. За мить струнке дівоче тіло зникло під водою… Сумна звістка блискавкою поширилася по селу. Не відчуваючи землі під ногами, біг Іван до річки, та було вже пізно. Гірко плакав юнак. І там, де падали його сльози, проростали молоденькі вербички, які нагадували про красний стан і дорогі серцю дівочі коси. А через роки все село потонуло у вербах. Їхню неповторну вроду відбивала, як у дзеркалі, чиста та прозора вода. Люди в честь великого кохання річку назвали Вербівкою, а село — Вербівцями.

## Історія
Вважається, що Вербівці було засновано втікачами від турецької неволі до глухих лісистих місць.
Село Вербівці розташоване в долині, центр якої перетинає яр з річечкою Вербівкою. Вона у північно-західній частині села утворює цілий каскад ставків, які є цінним промислом по вирощуванню коропів, товстолобиків, карасів та інших видів риб.
Село Вербівці вперше згадується у письмових джерелах під 1448 роком. Найперші поселенці були землеробами і скотарями. Вербівці лежали на шляху, що зв'язував придністровські і галицькі села з Чернівцями. Валки возів із різним товаром рухалися на Чернівецький ярмарок і навіть до Молдавії. Мимоволі й Вербівці втягувалися у торгові відносини. Свідченням цього є знайдений на території села горщик із срібними та золотими монетами[джерело?].
З 1774 р. село перебувало під владою австрійської адміністрації. У 1809 році жителі збудували для своїх потреб православну церкву, що свідчить про велику кількість населення. Злидні та безземелля змушували людей подаватися на заробітки до Канади і США. Станом на 1913 р. таких виявилося понад 55 чоловік. Проте з часом село розросталося, збільшувалася кількість населення.
Важко пережили жителі Вербівців роки Першої світової війни 1914—1918 років. Активних воєнних дій у межах села та його околицях не велося, тому житла і господарські будівлі не зазнали значних руйнувань. Лише у червні 1916 року артилерійський обстріл з боку Погорілівки і Добринівців завдав шкоди окремим будівлям, але з людей ніхто не постраждав.
Найбільшим лихом для вербівчан стали постійні реквізиції з боку австрійських і російських військ. Спочатку росіяни за реквізоване навіть платили гроші. Наприклад, пуд живої ваги худоби оцінювали у 5 рублів. Корова, яка коштувала до 300 рублів, оцінювалась у 120. За заниженими цінами реквізовували худобу і австрійці. Але при відступі як одні, так і другі за гроші вже не згадували, забирали у селян продукти харчування, фураж, майно і коней.
Окремі вербівські чоловіки були мобілізовані до австрійської армії і воювали на італійському фронті.
Становище селян значно погіршилося, коли Північна Буковина опинилася під владою Румунії. Найкращі та найбільш родючі землі (300 га) належали поміщику Лісковецькому. Важким тягарем лягли на селян високі податки. Щоб прикупити хоч трохи землі для своїх дітей, сільські жителі знову виїжджають на заробітки до Канади і США. Під час другої еміграційної хвилі з села виїхало понад 42 особи.
В село стали навідуватися більшовицькі агенти, які критикували ненависні румунські порядки і розхвалювали життя українців у Східній Україні. Окремі жителі — Дмитро Тютюнник, Микола Гельмич, Василь Щур, Михайло Баб'як, Михайло Шеленко, Василь Сташук, Василь Нуцуляк — прихильно сприйняли нові ідеї, але вже на початку березня 1930 р. їх заарештувала сигуранца. У письмовому висновку головного прокурора Чернівецького трибуналу в цій справі зазначається: «У 1929—1930 рр. у деяких селах по інший бік Пруту були створені підривні осередки, що живилися отруйними ідеями українсько-комуністичного товариства „Визволення“ в Чернівцях. Зв'язок між „Визволенням“, тобто адміністрацією його газети „Борець“, і цими осередками здійснювався звинуваченим Михайлом Шеленком із с. Вербівці, який ходив по селах, пропагуючи комуністичні ідеї та вмовляючи селян вступати в члени „Визволення“ і підписуватись на газету „Борець“. Такий осередок був за порадою Шеленка створений і в с. Вікно. В цей осередок входили й звинувачені Дмитро Тютюнник, Микола Гельмич, Василь Щур, Михайло Баб'як, Василь Сташук, Василь Нуцуляк. Всі комуністичні активісти були засуджені Чернівецьким трибуналом до тримісячного ув'язнення, штрафу у 1000 леїв та позбавлення громадянських прав на 1 рік. Суд виправдав Василя Сташука і Василя Нуцуляка».
У 1939 р. сім молодих хлопців вирушили в Галичину, де вже була встановлена більшовицька влада. В селі Хрещатик вони перейшли кордон, переправившись через Дністер, і потрапили до рук радянських прикордонників. Судили їх, як шпигунів, і відправили в сталінські концтабори, звідки вже ніхто з них не повернувся.
У червні 1940 р. в село ввійшли радянські війська, які встановили владу більшовиків. Через рік, на початку червня 1941 р., «визволителі» репресували так званих куркулів (заможних селян), а їхнє майно конфіскували. Родини Шеленка Іллі і Катани Ардакія було вивезено в Сибір. Тільки війна зупинила масові репресії.
На початку липня 1941 р. в село повернулися румуни і оголосили масову мобілізацію. Багато хлопців відмовлялися йти до румунської армії. Буковинців, як ненадійних солдатів, румуни використовували на важких фізичних роботах. Вербівських чоловіків мобілізували в робочі батальйони (деташементи) і відправили в Румунію на будівництво залізниці.
29 березня 1944 року радянські війська вигнали румунів з Вербівців.
У боротьбі проти німецько-фашистських загарбників брали участь і 78 жителів села, 46 з них загинули на фронтах війни. В пам'ять про загиблих односельчани встановили в 1965 році пам'ятник.
Після війни в лісах, що розташовані на схід від села, діяли загони Української повстанської армії. Вояки УПА боролися за те, щоб вигнати більшовицьких окупантів з української землі, щоб Україна стала вільною і незалежною державою. Жителі села прямої участі в боротьбі з більшовиками не брали, але допомагали повстанцям одягом і продуктами. Зокрема це:
- Чайка Дмитро Миколайович, 1925 р. н. Діяв у цивільній мережі, кур'єр, розвідник, забезпечував повстанців продуктами й криївками. Заарештований у 1947 р., відбував покарання у сталінських концтаборах.
- Роїк Іван Йордакійович, 1928 р. н. Діяв у цивільній мережі, кур'єр, розвідник. Заарештований у 1947 р., відбував покарання у сталінських таборах.

У післявоєнні роки утворюється орган державної влади — сільська рада, яку очолив Довгий Ілля Олександрович. Після нього сільрадою керував Шеленко Дмитро Васильович, який досить відкрито виявляв свою прихильність до більшовицької влади. У 1946 р. він став черговою жертвою боївки УПА.

### Післявоєнний голод
Після війни найбільшим і найважчим випробуванням для вербівчан став голод 1946—1947 рр. Урожай 1946 р. виявився дуже мізерним, але й це більшовицькі активісти забрали в рахунок податків. До зими перебивалися чим могли, а далі настали важкі часи. Селянські родини, які не мали достатньої кількості землі, а значить, і відповідних продуктових запасів, були приречені на голодну смерть.
Про ці часи розповідають очевидці, свідки голоду. Шеленко Савета Іванівна, 1935 р. н.: «В нашій хаті було 9 душ — мати і 8 дітей, батько загинув на фронті. Ми мали корову, яка порятувала всіх від голодної смерті, тому підгодовували її чим могли. А навесні рвали спориш, бабку, лободу і варили борщ. Під час цвітіння акації не могли від неї відірватися. Коли жито стало викидати колоски, то крадькома рвали їх і їли. Але виснажених людей це вже не рятувало, вони пухли і помирали. Шеленко Матей Григорович (Грицків), який виконував обов'язки священика, померлих людей вивозив на цвинтар і хоронив». Дранчук Параска Пентелеївна, 1927 р. н.: «Згадую ті часи і плакати хочеться, як ми тоді бідували. З продуктів у хаті залишилися лише вода і сіль. Мама померла, тато ходив на роботу, а я була серед дітей найстаршою. Брала ступу і нею товкла кукурудзяні качани (без насіння) на борошно, з якого пекла коржики. Рятувала нас корова-годувальниця. Більше всього боялися, аби вона не загинула. Навесні розкривали солом'яну покрівлю стайні і підгодовували скотину соломою впереміш із зеленою травою. В травні виривали із землі маленькі бурячки і їх споживали». Штефуник Григорій Миколайович, 1928 р. н.: «Масово люди стали гинути взимку 1947 року, бо до цього совєти забрали з селянських дворів усе, що знаходили: зерно, квасолю, картоплю та інше. Голод змусив пекти хліб із висівок з домішками трави, варити юшку з лободи, весною їли бруньки. У селі зникали коні, корови, вівці, яких забивали на м'ясо. Не стало видно собак, котів, ловили та їли горобців і ворон. Одні ходили від села до села і просили милостиню, інші — у Веренчанку. Там були кагати картоплі для виробництва спирту, але люди після всього збирали вже перемерзлу бульбу. В березні 1947 р. померла від голоду моя мама, Штефуник Аксенія Миколаївна, 1906 р. н. Ми з братом, щоб вижити, змушені були йти в найми».

### Колгосп
З 1946 р. ведеться посилена агітація селян до створення колгоспу, яку здійснює група активістів на чолі з комуністами із району. Але люди боялися колгоспів і добровільно вступати ніхто не хотів. Тільки під страхом «розкуркулення» стали писати заяви про вступ до колгоспу, який створили у 1948 році під назвою «імені Ленінського комсомолу». Першим головою колгоспу став Багрій Григорій Григорович, на долю якого припали найважчі роки становлення. Від заможних селян забрали і передали в колгосп землі, стодоли, коней, плуги, борони та інший реманент. У 1966 р. колгосп імені Ленінського комсомолу приєднали до малокучурівського колгоспу імені Шевченка. За об'єднаним господарством закріпилася назва «імені Ленінського комсомолу». Ним керують спочатку Мартинюк Анатолій Михайлович (1959—1971 рр.), а згодом Агатій Євген Лазарович (1971—1974 рр.). Але в 1974 р. знову реорганізація і вербівське господарство тепер об'єднують з юрківським — «Заповіт Ілліча». За роки радянської влади (1945—1991 рр.) коштом колгоспу було збудовано приміщення ферм, тік, свиноферму, складські приміщення, бібліотеку, медпункт, сільську раду, продуктовий і промтоварний магазини, кузню, майстерню, добудовано школу (спортзал), їдальню і бібліотеку.

### Релігія
У серпні 1983 року більшовики зруйнували давню історичну пам'ятку — сільську церкву, яка півтора століття служила людям. Храм Божий закрили, майно пограбували.
Будівництво нової церкви розпочалося у 1991 році, коли Україна виборола незалежність, і закінчилося в 1993 р.
У серпні 2022 року, під час повномасштабного вторгнення РФ до України, місцевий священик РПЦвУ відмовився відспівувати в храмі загиблого на фронті воїна ЗСУ. Це обурило місцевих жителів, після чого парафія перейшла до ПЦУ.

## Інфраструктура
Найважливішими будовами села є церква, школа, клуб, медпункт, бібліотека, відділення зв'язку, торгові заклади.
На початку 90-х років минулого століття «соціалістичне колективне господарство» розпалося, землі і майно селяни розпаювали. У 1998 р. вони заснували нову форму господарювання — сільськогосподарський кооператив «Вербівці». Земля, ферма та інше майно цього об'єднання є приватною власністю жителів села Вербівці. Через відсутність належної сільськогосподарської техніки жителі села свої земельні паї здали в оренду ТзОВ «Мрія Буковини» (генеральний директор Гута Іван Миколайович, директор Том'юк Петро Корнійович).
Також на території села діє страусина ферма.
Протягом 1996—2002 рр. село газифікували.

## Освіта
Перша двокласна народна школа відкрилась у селі в кінці ХІХ ст. й розміщувалася в хаті Венгринюка Михайла. Починаючи з 1900 року, діти навчалися вже у двох хатах — Бабійчука Миколи та Олійника Василя.
1914 р. вербовецька громада вирішила збудувати нову й більшу школу власним коштом. Каміння жителі села добували в урочищі Жорнище і підводами звозили його до будівельного майданчика. Двоповерхова школа вийшла гарна і простора, крита оцинкованою бляхою. Приміщення площею 202 квадратні метри мало чотири просторі класні кімнати з великими вікнами. Крім класів і кімнати для вчителів (учительської), на першому поверсі розташовувалися житлові приміщення для директора (2 кімнати, кухня і дві комори). Підлога коридорів, залита бетоном з гранітною крихтою, відшліфована, збереглася до наших днів. Трохи вище від нової школи збудували також шкільну майстерню.
Румунія вдалася до посилення національного гноблення. Вчителі в школі навчали дітей лише румунською мовою, дорослому населенню заборонялося співати українських пісень. Українська мова викладалася як предмет, на який відводилося 2 години на тиждень. За порушення встановлених владою порядків окупанти притягували винних до кримінальної відповідальності.
В 1932—1939 рр. школою керував директор Іванович Лазар Іванович, родом з Боянчука. Вчителями працювали Іванович Аспазія (дружина директора), Продан, Бендескул Віктор (1935—1936). У школі панувала муштра і сувора дисципліна. Порушників били по долонях прутом, який вирізував сам учень з верби. Діти вивчали арифметику, релігію, румунську мову, читання, географію Румунії. Щоб потрапити в середню школу, треба було мати документ про румунське походження. Інколи батьки змінювали дітям прізвище, аби вони могли здобути середню освіту чи вступити до Чернівецької гімназії.
У перші ж дні радянської влади групу сільських дівчат було направлено на вчительські курси в м. Чернівці (1946—1947 рр.). Дранчук Параска, Бабійчук Ольга, Геленко Аспазія повернулися в Заставнівський район, але працювали в різних селах.
У серпні 1947 р. Вербівську початкову школу очолив Гоменко Михайло Йосипович, вчителькою молодших класів була Роїк Раїса Миколаївна. Вони навчали тоді 155 учнів. Згодом у школу прибули Родіонов Н. М., Шугалій Т. І., Сливінська Н. М.
У 1953 р. школа стає семирічною, тоді ж був призначений новий директор — Челябій Іван Антонович (1953—1955 рр.) разом з дочкою, вчителькою молодших класів Челябій Світланою Іванівною.
В 1956—1965 рр. директором школи був Колешко Броніслав Йосипович, завучем — Герасименко Григорій Олександрович. 104 учнів навчають учителі: Колешко Р. М., Фикуніч М. І., Бурик М. В., Ліщинська О. П., Гучко О. І.
З 1965 по 1970 р. школою керує Нерубацький Володимир Ілліч. Кількість учнів зменшується до 98, відбувається ротація вчителів. За направленням прибувають учителі Турецька Л. Ф., Галяра Т. А., Кишкан В. В., Козлан М. І., Коренко Т. В., Ковальський М. С., Іванів М. І., Котовська В. М. 
Протягом 1970—1978 рр. директорує Медицький Володимир Адамович. У школі навчається 80 дітей, працюють 16 вчителів і 2 техпрацівники. У цей час (1971 р.) зведена шкільна їдальня і біля неї дві класні кімнати.
В 1978—1981 рр. школою керує Кишкан Дмитро Миколайович. Навчально-виховний процес тісно пов'язаний з сільським господарством. Щоосені учнів залучають до збирання пізніх сільськогосподарських культур — картоплі, кукурудзи, цукрових буряків, яблук. У школі створюються класи-кабінети, які поповнюються навчальними приладами та новими меблями.
З 1981 по 1999 рік директором школи працює Романюк Олександр Дмитрович. Учнів у школі — 70, учителів — 14. Цей період припадає на роки так званої перебудови. Міністерство освіти розробило нові програми, де українська історія вивчається по-новому, у навчальний план вводиться новий предмет — українознавство. У 1988 р. за кошти колгоспу збудовано спортзал, майстерню і дві класні кімнати.
В 1999 р. директором школи призначено Бойко Ярославу Дмитрівну. Кількість учнів — 64, учителів — 12. У 2003 р. за державні кошти школу газифіковано, силами вчителів і батьків зроблено якісний ремонт приміщення. У 2007 р. навчальний заклад реформовано у навчально-виховний комплекс, при школі відкрито дошкільну групу.

## Населення
Згідно з переписом УРСР 1989 року чисельність наявного населення села становила 569 осіб, з яких 254 чоловіки та 315 жінок.
За переписом населення України 2001 року в селі мешкало 527 осіб.

### Мова
Розподіл населення за рідною мовою за даними перепису 2001 року:
| Мова            | Кількість | Відсоток |
| --------------- | --------- | -------- |
| українська      | 521       | 98.86%   |
| російська       | 4         | 0.76%    |
| румунська       | 1         | 0.19%    |
| інші/не вказали | 1         | 0.19%    |
| Усього          | 527       | 100%     |

## Відомі люди
- Ліпецький Євзебій Олександрович — український художник.